# Иванов, Сергей Павлович
Сергей Павлович (Петрович?) Иванов (фр. Serge Ivanoff; 12 декабря 1893, Москва — 8 февраля 1983, Париж) — русский и французский живописец, деятель первой волны русской эмиграции; мастер портрета, сценограф
, книжный иллюстратор и дизайнер.

## Биография[1][2]
Считается, что отец художника — внебрачный сын поэта А. А. Фета и что он лишь воспитан купцом П. А. Ивановым. Семье Ивановых, занимавшейся кондитерской торговлей, не было чуждо и искусство, и поэтому, когда Сергей, с раннего возраста проявив незаурядные способности к рисованию, решил в двенадцать лет стать художником, родители ему не препятствовали, а, напротив, разрешили посещать классы Московского училища живописи, ваяния и зодчества.
Учился Иванов и на факультете естественных наук Петербургского университета, с удовольствием посещая лекции и лабораторные занятия профессора Шмидта по анатомии. Впоследствии эти знания очень пригодятся ему в художественной деятельности.
Юношей он впервые знакомится с Европой, совершив путешествие в Швейцарию и Норвегию. Но спокойную жизнь нарушает Первая мировая война; Иванов уходит на фронт и долгих четыре года служит в артиллерии. После демобилизации в 1917 г. он поступает в Академию художеств, в класс В. И. Козлинского, где совершенствует свою манеру письма под благотворным воздействием О. Э. Браза — академика, хранителя и эксперта Эрмитажа. В 1920 г. Иванов переходит в живописный класс Д. Н. Кардовского и в 1922 г. завершает обучение в Академии художеств, получив звание художника-живописца (это был первый послереволюционный выпуск Академии). Летом того же года он совершает поездку по сельским районам Поволжья и в серии рисунков запечатлевает ужасы разрухи и голода. Позже эта серия будет издана в Париже под названием «Голод в большевистской России» («La famine en Russie bolcheviste», 1924).
Зимой 1922 г. Иванов пешком уходит в Финляндию. И. Е. Репин дружески принимает его на своей даче. Наконец, транзитом через Англию, художник добирается до Парижа, где уже два года живут его жена и двое детей.
В начале своей зарубежной карьеры Иванов работает для рекламы, расписывает декорации, создаёт эскизы костюмов. Он пишет портреты, «ню», даже откровенную эротику, занимается книжной иллюстрацией.
В 1925 г. для книги Барбе д’Оревильи «Дьяволицы» («Les Diaboliques») выполняет офорты в традиции эротической иллюстрации символизма. Постепенно к нему приходит известность, он успешно выставляется на салонах: «Тюильри», «Осеннем», «Национального общества изящных искусств». В 1930 г. становится сотрудником журнала «Illustration», благодаря чему много путешествует (Италия, Дания, Голландия, Бельгия, Бразилия) и из поездок возвращается, как правило, с рисованными репортажами. Параллельно с основной работой выполняет рисунки для журнала «Plaisir de France» и для домов высокой моды — Молине, Скиапарелли, Пакэн.
Художник написал серию картин, посвящённых особняку Друо и соборам Франции; в серии рисунков изобразил Париж периода оккупации — в 1988 году значительную часть этих рисунков приобрёл музей Карнавале; выполнил портреты многих известных людей, в том числе Папы Римского Пия XI, А. Бенуа, Вяч. Иванова, Б. Зайцева, Н. Гончаровой, С. Лифаря, великого князя Владимира Романова, Элеоноры Рузвельт.
В 1942 году он вступил в Ассоциацию независимых художников и участвует в выставках «Салона независимых». Его персональные выставки проходят также в парижских галереях «De la Chaussee d’Antin» (1942), «Borghe`se» (1945), в Музее изящных искусств Шартра (1943), в Рио-де-Жанейро и Буэнос-Айресе (обе — 1947).
В 1946 году Иванова пригласил Королевский оперный театр Копенгагена для создания декораций и костюмов к балету «Золотой телёнок».
Спустя четыре года художник переехал в США, где получает звание почётного гражданина. Начинается новый этап в его творчестве: в ходе своих поездок по всему североамериканскому континенту Иванов выполняет множество портретов именитых граждан, что окончательно закрепляет за ним славу портретиста. Он вновь посещает Бразилию и впервые оказывается в Аргентине. Во второй половине 1960-х гг. Иванов возвращается в Париж, в свою мастерскую, расположенную в доме № 80 по улице Тэбу. Его творчество носит всё более камерный характер, но персональные выставки художника проводятся по-прежнему часто. В 1966 г. Иванов удостаивается золотой медали за картину «Угрозы», награду ему вручает министр культуры Франции А. Мальро.
Умер Сергей Иванов в возрасте восьмидесяти девяти лет в Париже. Работы художника хранятся во многих музеях мира, в том числе в Государственном Эрмитаже и Государственном Русском музее.

## Книги, оформленные Сергеем Ивановым во Франции[3]
- Ivanov, S. La famine en Russie bolcheviste / avec vingt-huit dessins dans le texte et trois hors texte de l’auteur. — Paris: Nouvelle librairie nationale, 1924.
- Barbey d’Aurevilly, J. Les Diaboliques / les six premières illustrées de dix-neuf eaux-fortes de Serge Ivanoff et d’ornaments typographiques de André Hofer. — Paris: Simon Kra, 1925.
- Baudelaire, Ch. Petits poèmes en prose / illustrations de Serge Ivanoff . — Paris: Javal et Bourdeaux, 1933.
- Bunin, I. L’aff aire du cornette Elaguine: Nouvelle / traduction de Wladimir Lazarevski et de Charles Ledré; сompositions de Serge Ivanoff . — Paris: l’Illustration, [1934].
- Crébillon fi ls. Le hasard du coin du feu: Dialogue moral / illustré d’aquarelles originales par Serge Ivanoff . — [Paris: l’Emblème du secrétaire], 1936.
- Slobodskoï, S. La conquête du Pôle nord: Nouvelle / adapt. française de Georges Oudard…; ill. de Serge Ivanoff . — Paris: l’Illustration, 1937.
- Berteval, W. Sh. Théâtre. Tome premier. [La Statue de sel. Journée d’insecte. Jacob. La Grande attente. Le Chat botté.Tubalcaïn] / hors-texte de Serge Ivanoff ;préface de Valentin Bresle. — Paris: Mercure universel, 1937.
- Verne, J. Michel Strogoff / illustrations de Serge Ivanoff . — Courbevoie: M. Gonon, 1962.